# Alirio Chizabas
José Alirio Chizabas Torres (El Líbano, Tolima, 25 de enero de 1962) es un ex-ciclista colombiano que fue profesional entre 1985 y 1990. De su carrera destaca una victoria de etapa a la Volta a Cataluña y la Subida al Naranco.

## Palmarés
- 1983
  - Ganador general de la Vuelta a Chiriqui

- 1984
  - Vencedor de una etapa de la Vuelta en Colombia
  - Vencedor de una etapa del Clásico RCN
  - Vencedor de una etapa de la Vuelta a Antioquia

- 1985
  - Vencedor de una etapa de la Volta a Cataluña[1]
  - 1.º en la Subida al Naranco[2]
- 1986
  - Vencedor de una etapa de la Vuelta en Burgos
- 1987
  - Vencedor de una etapa de la Vuelta en Colombia

### Resultados a la Vuelta a España
- 1986. Abandona
- 1987. Abandona
- 1988. 41.º de la clasificación general